# Tour d'Ucraïna
El Tour d'Ucraïna és una competició ciclista per etapes que es disputa a Ucraïna. Creada al 2016, entrà a formar part del calendari de l'UCI Europa Tour.

## Palmarès
| Any  | Vencedor      | Segon           | Tercer         |
| ---- | ------------- | --------------- | -------------- |
| 2016 | Serhí Lahkuti | Vitali Buts     | Nikita Stalnow |
| 2017 | Vitali Buts   | Andrí Vassiliuk | Serhí Lahkuti  |